# Dorfkirche Großhettstedt

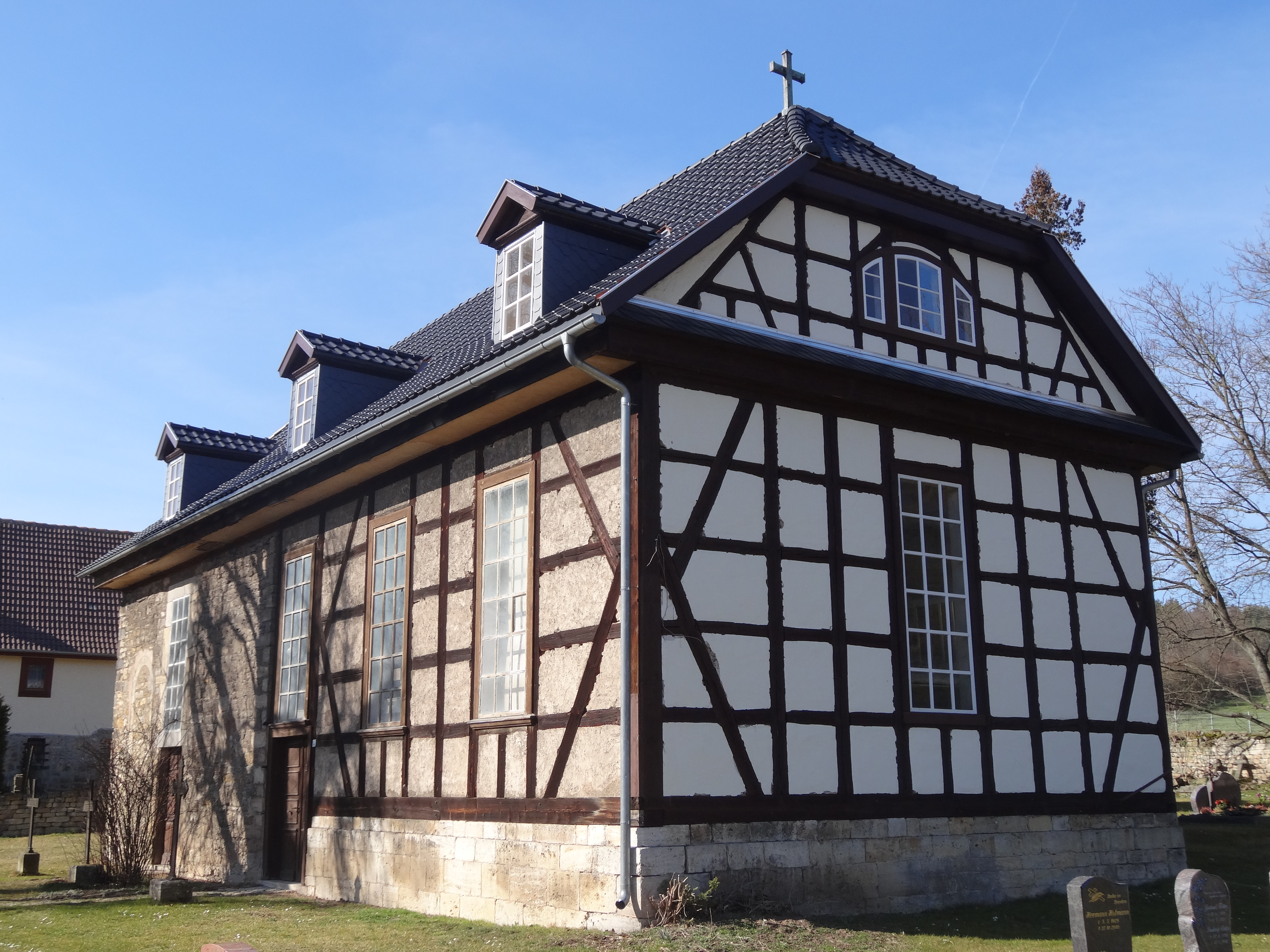
Kirche in Großhettstedt, Thüringen

Die evangelische Dorfkirche Großhettstedt steht im Ortsteil Großhettstedt der Stadt Stadtilm im Ilm-Kreis in Thüringen.

## Geschichte
Die Dorfkirche, eine kleine Fachwerkkirche mit stillem und gepflegtem Kirchgarten, wurde 1840 erbaut. Über eine Vorgängerin ist nichts überliefert.
Neuerdings sind die Kirchgemeinden von Großhettstedt und Kleinhettstedt kooperativ mit der Kirchgemeinde Dienstedt verbunden. Sie gehören zum Kirchenkreis Arnstadt-Ilmenau der Evangelischen Kirche in Mitteldeutschland.

## Weblink
Koordinaten: 50° 47′ 29,1″ N, 11° 8′ 10,1″ O